# Phytoseius adornatus
Phytoseius adornatus är en spindeldjursart som beskrevs av Afzal, Bashir och Raza 2006. Phytoseius adornatus ingår i släktet Phytoseius och familjen Phytoseiidae. Inga underarter finns listade i Catalogue of Life.